# レット・ラウダー
レット・ハミルトン・ラウダー（Rhett Hamilton Lowder, 2002年3月8日 - ）は、アメリカ合衆国ノースカロライナ州アルベマール出身のプロ野球選手（投手）。右投右打。MLBのシンシナティ・レッズ所属。

## 経歴

### プロ入り前
2020年のMLBドラフトでは指名がなく、ウェイクフォレスト大学に進学した。
2022年は16試合に先発登板して11勝3敗、防御率3.08、105奪三振を記録し、ACCの最優秀投手賞を受賞した。オフにはハーレムベースボールウィークのアメリカ合衆国代表に選出された。

### プロ入りとレッズ時代
2023年のMLBドラフト1巡目（全体7位）でシンシナティ・レッズから指名されプロ入り。契約金は570万ドル。
2024年にA+デイトン・ドラゴンズでプロデビューし、すぐにAA級チャタヌーガ・ルックアウツとAAA級ルイビル・バッツに昇格した。3つの傘下チームでの22試合の先発登板で、6勝4敗、防御率3.64、113奪三振を記録した。
2024年8月30日、メジャーリーグに初昇格した 。昇格後、6試合に先発登板し、2勝2敗、防御率1.17の成績を記録した。

## 詳細情報

### 背番号
- 25（2024年 - ）

### 代表歴
- 2022 ハーレムベースボールウィーク アメリカ合衆国代表